# 阿萨巴斯卡

阿萨巴斯卡（/ˌæθəˈbæskə/）是加拿大艾伯塔省的一个城镇，距离埃德蒙顿以北145公里。该地总面积6.98 km2 (6.6 sq mi)，总人口2,575，平均人口密度151.7/km2。该地平均海拔533m。阿萨巴斯卡是阿萨巴斯卡县的行政中心。

## 教育
阿萨巴斯卡大学(Athabasca University)位于该镇。